# Parelasmopus albidus
Parelasmopus albidus är en kräftdjursart. Parelasmopus albidus ingår i släktet Parelasmopus och familjen Gammaridae. Inga underarter finns listade i Catalogue of Life.